# 風俗画

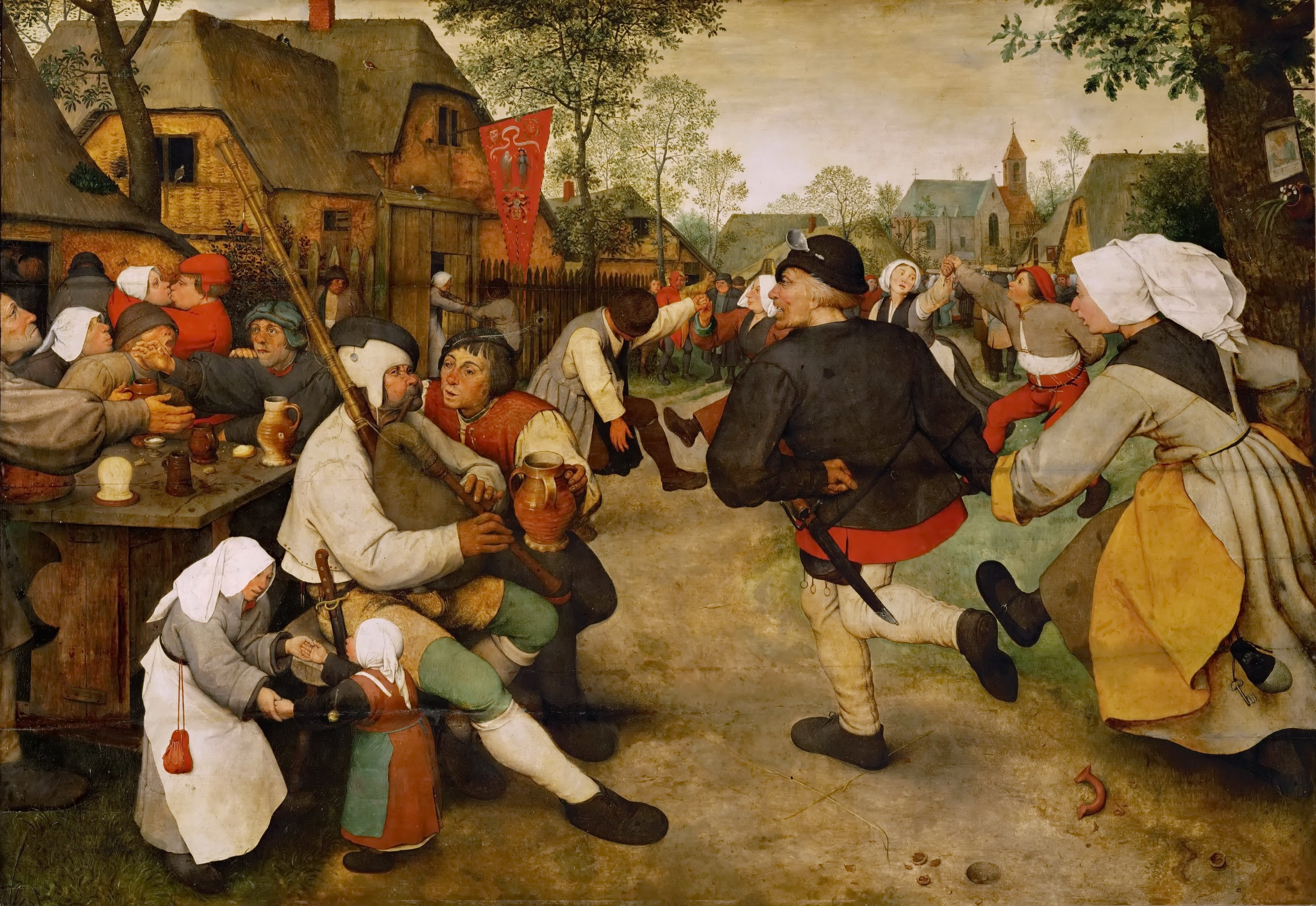
ピーテル・ブリューゲル（父）『農民の踊り』（1568年頃）、木に油彩。

風俗画（ふうぞくが、英: genre painting, petit genre）は、庶民の普段の生活を描写し日常生活のさまざまな面を描いた作品のことである。表現は写実的なものから理想化あるいは想像されたものまで様々である。親しみ易く、感傷的な主題が多いこともありブルジョワ階級や中産階級に昔から人気のあるジャンルだった。風俗画を表すプティ・ジャンル（petit genre）の "petit" （小さな）は 歴史画などの偉大なジャンル（grand genre）の "grand"（大きな）に対して付けられたものである。
風俗の主題はほぼすべての美術の伝統に見られる。古代エジプト美術の王墓の装飾には、宴、レクリエーションや農作業の様子が描かれている。中世の時祷書（『ベリー公のいとも豪華なる時祷書』）のような祈祷書にも農民の日常生活が描かれている。フランドルのルネサンスの画家ピーテル・ブリューゲル（父）は農民やその生活を主題とした多くの絵を描いた。彼の影響で北ヨーロッパでは風俗画が流行するようになる。17世紀にネーデルラントで風俗画を専門とした多くの画家の中にはアドリアーン・ファン・オスターデ、イサーク・ファン・オスターデ、ダヴィッド・テニエルス、アルベルト・カイプ、ヨハネス・フェルメール、ピーテル・デ・ホーホがいる。彼らの一般的に小さめの絵は、購入者層の中産階級の人々の家に飾るのに相応しいものであった。
イタリアでは、オランダの画家ピーテル・ファン・ラールが1625年にローマに来たことにより風俗画 "派" と呼ぶべきものが隆盛をみる。ラールがイル・バンボッチオというあだ名で呼ばれたため、彼の追随者はバンボッチャンティと呼ばれた。彼の影響を受けた多くの画家の中にはジャコモ・チェルティ、アントニオ・チフロンディ、ジュゼッペ・クレスピがいた。
ルイ・ル・ナンは17世紀フランスで風俗画を手がけた代表的作家である。フランスでは18世紀、日常生活を描くことへの興味が更に高まる事となる。もっともその描写にはヴァトーやジャン・オノレ・フラゴナールの感傷的なものからジャン・シメオン・シャルダンの入念な写実主義まで幅があった。
イギリスではウィリアム・ホガースが庶民についての話を連作で描いた作品に、社会風刺や教訓を盛り込んだ。ウィリアム・フリスはイギリスの最も有名な風俗画で、同時代の人々からも尊敬を集めていた。イギリスの風俗画家には他にオーガスタス・エッグ、ジョージ・エルガー・ヒックス、ウィリアム・ハント、ダンテ・ゲイブリエル・ロセッティ、デイヴィッド・ウィルキーがいる。
スペインの画家フランシスコ・デ・ゴヤは風俗画を人間の条件（人間として生きていくこと）の暗い記録手段として利用した。
中国では漢代の画像石などに原初的な図像が認められる。唐代以降、士女図が描かれ、北宋末期には張択端が首都汴京の市街風物を《清明上河図》として描き、以後中国の風俗画の画題として受け継がれた。日本では平安、鎌倉時代に絵卷物などの一部に風俗的な表現が見られるが、中世以降独立した画題として成立する。洛中洛外図、 遊楽図などが描かれ、近世初期風俗画として隆盛する。遊里に取材する美人風俗画は江戸時代には浮世絵として発展した。日本の浮世絵には、余暇を楽しむ人や働く人の姿が多く描かれている。特にこれらの作品は18世紀に描かれた。
アメリカの本当の意味での最初の風俗画家は、ドイツ移民のジョン・ルイス・クリメルである。ウィルキーやホガースから学んだ彼は1812年から1821年のフィラデルフィアの生活のちょっとユーモラスな情景を描いた。
19世紀に歴史画、宗教画が衰退するにつれ、画家は自分の身の回りの生活に画題を求めるようになった。ギュスターヴ・クールベのような写実主義の画家は、それまでは "重要な" 主題にしか使われなかったような巨大なカンバスに日常生活を描き常識を覆した。歴史画自体も社会の重大な出来事ばかりでなく、歴史時代を舞台として大人物のプライベートな姿や、普通の人の日々の生活を描いたりと変化して来ていた。続いて印象派やピエール・ボナール、エドワード・ホッパー、デイビッド・パークといった20世紀美術の芸術家が日常生活を描くようになると、「風俗画」という言葉は現代美術の中では、伝統的な写実的なテクニックで描かれた逸話的またはセンチメンタルな作品のことを指すようになった。アメリカの画家アーニー・バーンズやノーマン・ロックウェルのようなイラストレーターはより新しいタイプの風俗画の代表といえるかもしれない。
風俗画には、庶民の日々の生活が映し出されているので、過去の時代を知る貴重な資料となっている。

## 作品例

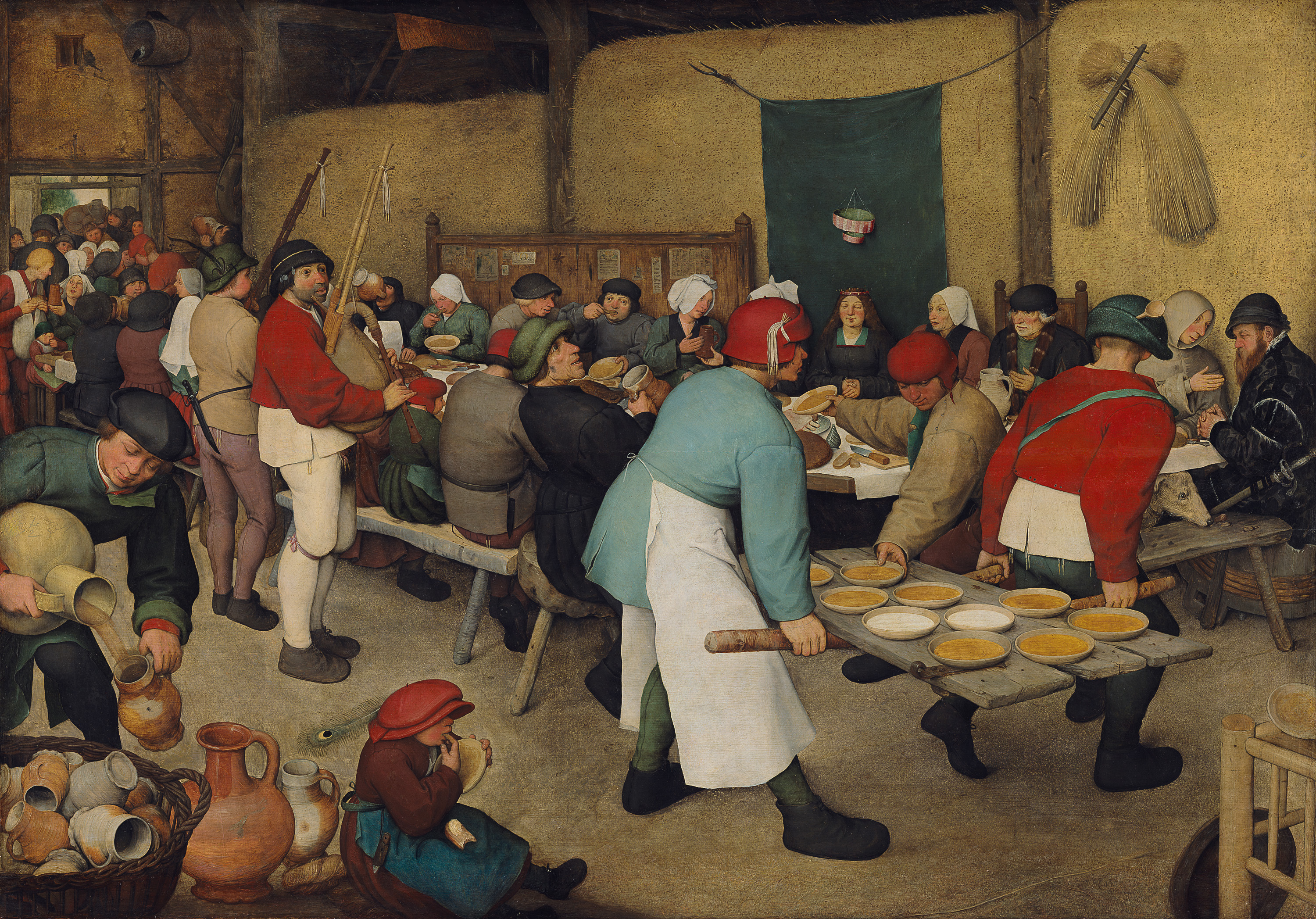
「農民の婚宴」1568年 ピーテル・ブリューゲル、美術史美術館
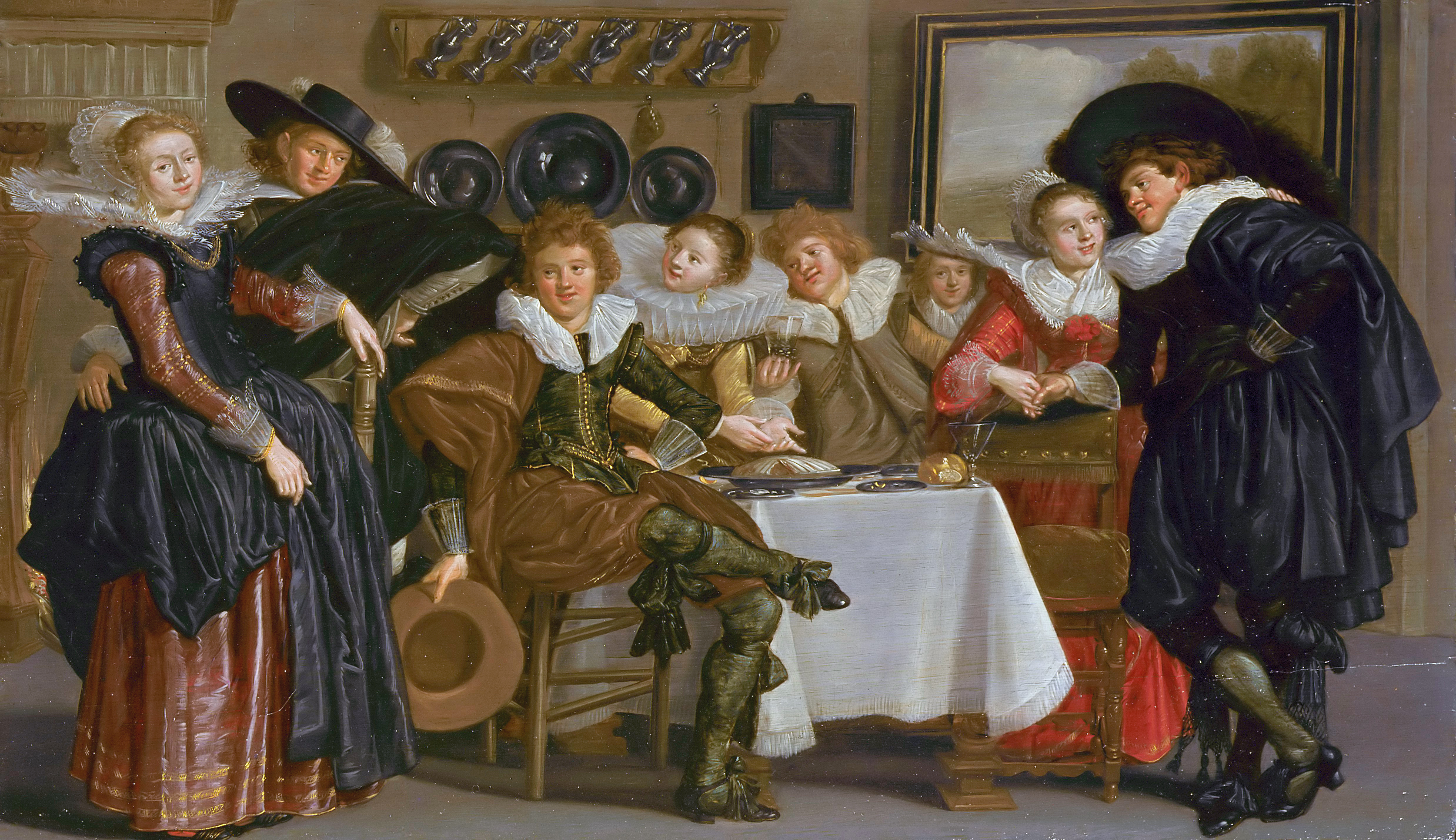
「楽しい仲間」(1635) ディルク・ハルス、マウリッツハイス美術館
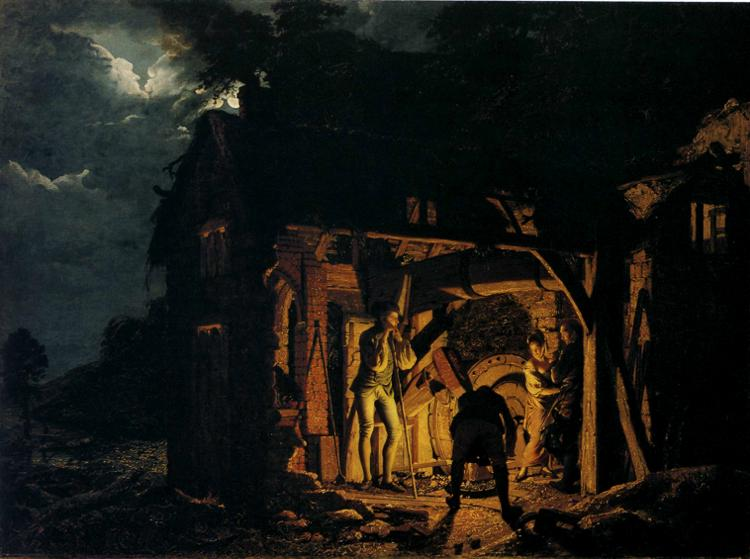
「鍛冶屋」(1773) ジョセフ・ライト
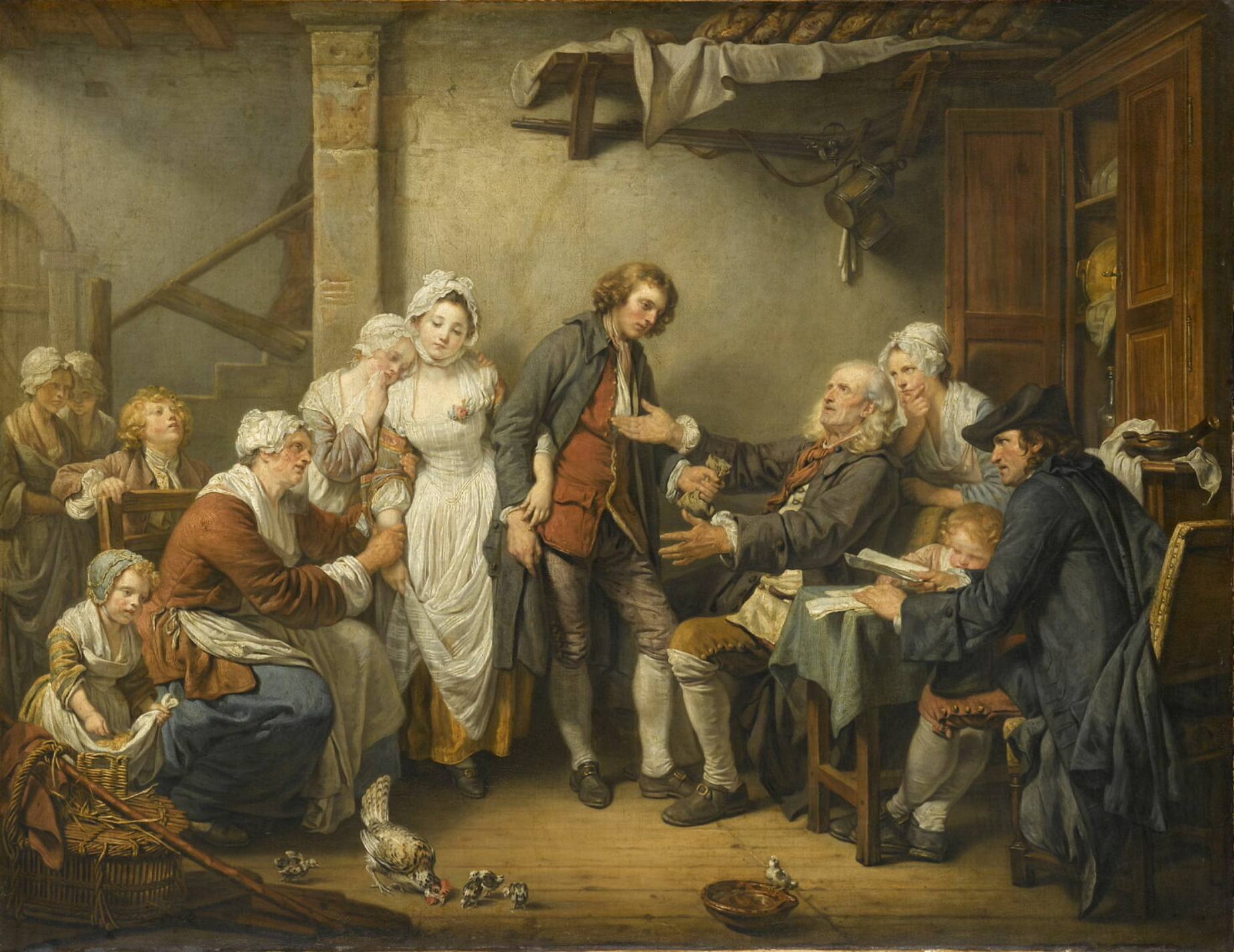
「村の花嫁」（1761） ジャン＝バティスト・グルーズ,ルーヴル美術館
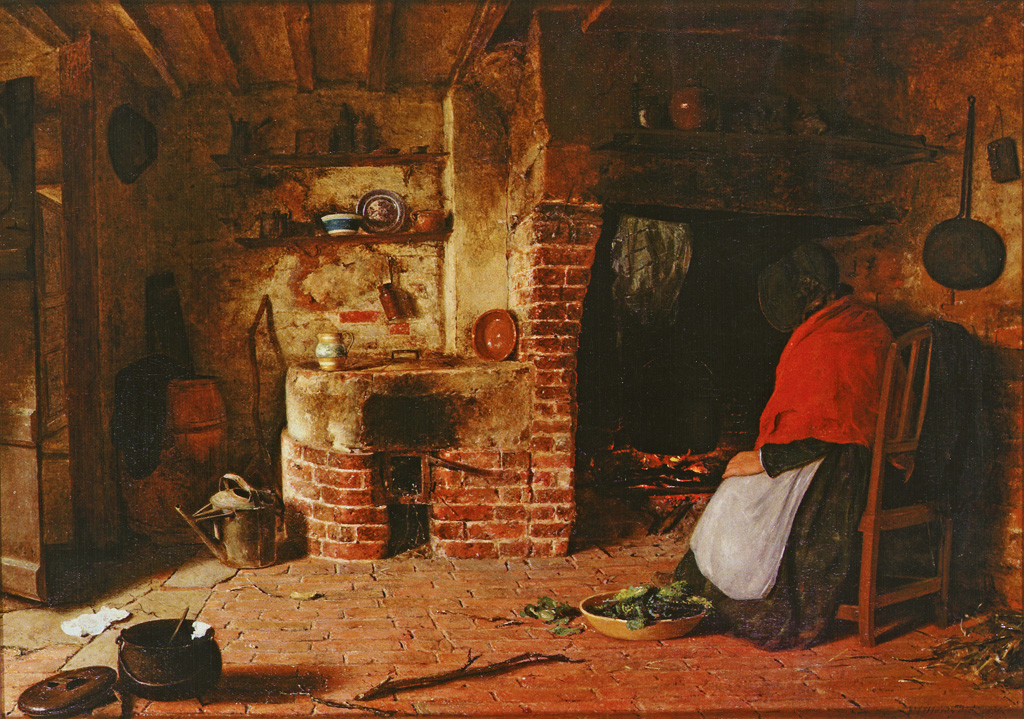
「小屋の炉辺」(1850) フレデリク・ダニエル・ハーディ
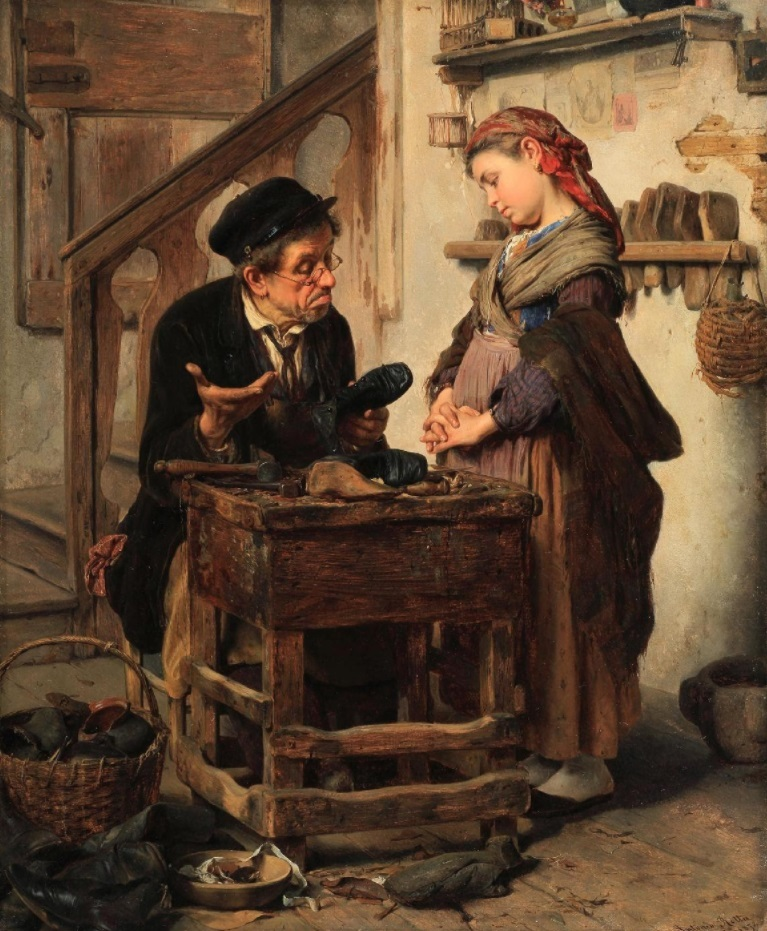
「望みの無い出来事」 (1871) アントニオ・ロッタ
「休憩中の猟師」(1871) ヴァシリー・ペロフ、トレチャコフ美術館